# Mírová pod Kozákovem
Mírová pod Kozákovem település Csehországban, Semilyi járásban. Mírová pod Kozákovem Radostná pod Kozákovem, Koberovy, Loučky, Turnov, Záhoří, Karlovice, Klokočí, Chuchelna és Rakousy településekkel határos. Lakosainak száma 1751 fő (2024. január 1.).

## Népesség
A település lakosságának változását az alábbi diagram mutatja:
| Lakosok száma | 1875 | 2327 | 2209 | 1583 | 1357 | 1370 | 1725 | 1752 | 1742 | 1751 |
|               | 1869 | 1890 | 1921 | 1950 | 1980 | 2001 | 2017 | 2019 | 2022 | 2024 |